# Golf op de Olympische Zomerspelen 2024
Golf was een van de sporten die beoefend worden op de Olympische Zomerspelen 2024 in Parijs, Frankrijk. De wedstrijden van deze vijfde editie van het olympische golftoernooi werden van 1 tot en met 10 augustus gehouden op Le Golf National in Guyancourt, een plaats iets ten zuidwesten van Parijs. Het deelnemersveld bestond uit 120 golfers, 60 per geslacht.

## Kwalificatie
Kwalificatie was gebaseerd op de wereldranglijst van 17 juni 2024 (mannen) en 24 jun 2024 (vrouwen). Per geslacht konden 60 deelnemers zich kwalificeren. De top-15 van beide seksen kwalificeerde zich, met een maximum van vier deelnemers per land. De overige plaatsen gingen naar de hoogst geplaatste golfers uit landen die nog niet twee deelnemers hadden. De Internationale Golf Federatie (IGF) garandeerde minimaal een quotumplaats per geslacht voor het gastland en voor elk continent (Afrika, Amerika, Azië, Europa en Oceanië).

## Format
Er worden 72 holes gespeeld, verdeeld over vier rondes van achttien holes. De scores over de vier rondes zijn cummulatief en het toernooi wordt gewonnen door de golfer die de laagste score behaalt.

## Programma
Alle tijden zijn lokaal (UTC+2).
| Datum       | Tijd       | Onderdeel          |
| ----------- | ---------- | ------------------ |
| 1 augustus  | 9:00-18:00 | Mannen - 1e ronde  |
| 2 augustus  | 9:00-18:00 | Mannen - 2e ronde  |
| 3 augustus  | 9:00-18:00 | Mannen - 3e ronde  |
| 4 augustus  | 9:00-18:30 | Mannen - 4e ronde  |
|             |            |                    |
| 7 augustus  | 9:00-18:00 | Vrouwen - 1e ronde |
| 8 augustus  | 9:00-18:00 | Vrouwen - 2e ronde |
| 9 augustus  | 9:00-18:00 | Vrouwen - 3e ronde |
| 10 augustus | 9:00-18:30 | Vrouwen - 4e ronde |

## Medailles

### Medaillewinnaars
| Onderdeel | Goud | Goud              | Zilver | Zilver           | Brons | Brons            |
| --------- | ---- | ----------------- | ------ | ---------------- | ----- | ---------------- |
| Mannen    | USA  | Scottie Scheffler | GBR    | Tommy Fleetwood  | JPN   | Hideki Matsuyama |
| Vrouwen   | NZL  | Lydia Ko          | GER    | Esther Henseleit | CHN   | Lin Xiyu         |

### Medaillespiegel
| Plaats | Land             | NOC    | Goud | Zilver | Brons | Totaal |
| ------ | ---------------- | ------ | ---- | ------ | ----- | ------ |
| 1      | Nieuw-Zeeland    | NZL    | 1    | 0      | 0     | 1      |
| 1      | Verenigde Staten | USA    | 1    | 0      | 0     | 1      |
| 3      | Duitsland        | GER    | 0    | 1      | 0     | 1      |
| 3      | GBR              | GBR    | 0    | 1      | 0     | 1      |
| 3      | China            | CHN    | 0    | 0      | 1     | 1      |
| 3      | Japan            | JPN    | 0    | 0      | 1     | 1      |
| Totaal | Totaal           | Totaal | 2    | 2      | 2     | 6      |

Parijs 1900 · 
St. Louis 1904 · 
Rio de Janeiro 2016 · 
Tokio 2020 · 
Parijs 2024 · 
Los Angeles 2028 
Olympische medaillewinnaars
Atletiek · Badminton · Basketbal · Boksen · Boogschieten · Breaking · Gewichtheffen · Golf · Gymnastiek · Handbal · Hockey · Judo · Kanovaren · Klimsport · Moderne vijfkamp · Paardensport · Roeien · Rugby · Schermen · Schietsport · Schoonspringen · Skateboarden  · Surfen · Synchroonzwemmen · Taekwondo · Tafeltennis · Tennis · Triatlon · Voetbal · Volleybal · Waterpolo · Wielersport · Worstelen · Zeilen · Zwemmen